# São Paulo das Missões

São Paulo das Missões.

São Paulo das Missões es un municipio brasileño del estado de Rio Grande do Sul.
Se encuentra ubicado a una latitud de 28º01'17" Sur y una longitud de 54º56'10" Oeste, estando a una altitud de 157 metros sobre el nivel del mar. Su población estimada para el año 2004 era de 6.502 habitantes.
Ocupa una superficie de 238,64 km².
- Datos: Q1758286
- Multimedia: São Paulo das Missões / Q1758286